# 坪林茶業博物館
坪林茶業博物館座落於台灣新北市坪林區北勢溪畔，是一座以台灣茶文化為主題，閩南安溪風格的四合院建築。於1997年1月開幕。自2016年7月1日起恢復收費，全票每人80元。內有坪林虎字碑。2021年農曆7月時推出 podcast「超時空茶播吧」。

## 外部連結
- 官方网站